# Phyllochoreia unicolor
Phyllochoreia unicolor is een rechtvleugelig insect uit de familie Chorotypidae. De wetenschappelijke naam van deze soort is voor het eerst geldig gepubliceerd in 1839 door Westwood.